# Copa del Rey 1915
Patnáctý ročník Copa del Rey (španělského poháru) se konal od 15. dubna do 2. května 1915 za účasti čtyř klubů.
Trofej získal pošesté ve své historii Athletic Club, který porazil ve finále 5:0 RCD Espanyol.